# Alojzów (Litwa)
Alojzów (lit. Alizava) – miasteczko na Litwie, położone w okręgu poniewieskim, w rejonie kupiszeckim, nad Piwesą. Liczy 427 mieszkańców (2003).